# Emil Theodor Kortoe
Emil Theodor Kortoe (Kopenhagen 28 juni 1845 - Trondheim, 8 juni 1892) was een Deens/Noors violist en dirigent.
Kortoe was sinds 26 mei 1876 getrouwd met Valborg Hansen (1857-1914) en woonde met hun zes kinderen (Bredo, Lilli Hjordis, Emil Ludvig, Albert Viggo, Hjalmar Hagbarth en Victor Bjarne) in Trondheim en Bergen. Na de dood van haar man vertrok zij met de kinderen naar Christiania. Een aantal kinderen vertrok vervolgens door naar de Verenigde Staten in het begin van de 20e eeuw, toen een hele Noorse kolonie ontstond aldaar. Emil Theodor ligt begraven in de domkerk van Trondheim.
In 1878 schreef Kortoe over de Noorse sterviolist Ole Bull tijdens een concert in Trondheim, dat het te pijnlijk was om aan te horen. Even later hoorde Kortoe Bull opnieuw, maar dan in Bergen en Kortoe stond versteld van het goede spel.
Kortoe was vanaf eind jaren zeventig eerst violist en vervolgens dirigent van het theaterorkest van Hjorten Revy- og Varietéteater te Trondheim, waarschijnlijk een voorloper van het Symfoniekorkest van Trondheim. Ook dirigeerde Kortoe het plaatselijke mannenkoor (1886-1892). Samen met Gidbrand Bøhn was hij enige tijd eerste violist bij Musikforeningen, de verre voorloper van het Oslo Filharmoniske Orkester. William Farre was een leerling van hem. Kortoe schreef ooit muziek bij een toneelstuk van Henrik Ibsen (Falks sang af Kjærlighedens Komedie).
Enige concerten:
- 13 december 1873: Logens Store Sal: een concert met pianist Edvard Grieg, violisten Gudbrand Bøhn, Emil Kortoe, altist Johan Svendsen en Hans Marcus Zappfe en cellist Hans Nielsen.
- 7 maart 1874: hij speelde samen met Gudbrand Bøhn, Johan Svendsen, Hans Nielsen, Hans Marcus Zappfe en een amateur het Strijksextet van Johannes Brahms
- 18 november 1875 in Oslo: hij speelde samen met cellist Moritz Blodek en Agathe Backer-Grøndahl een strijktrio van F majeur van Woldemar Bargiel en het Pianotrio in c mineur opus 66 van Felix Mendelssohn Bartholdy
- 18 april 1888: Kortoe dirigeerde de operette Rosenkind van Edmond Audran in Bergen

- Bibsys: 14018819
- Virtual International Authority File: 265149066609865602219